# Pierre Berbizier
Pas d'image ? Cliquez ici

a Compétitions nationales et continentales officielles uniquement.

b Matchs officiels uniquement.
Dernière mise à jour le 24 avril 2018.
Pierre Berbizier, né le 17 juin 1958 à Saint-Gaudens (Haute-Garonne), est un joueur et un entraîneur français de rugby à XV.
Demi de mêlée de l'équipe de France de 1981 à 1991, il remporte deux Grands Chelems dans le Tournoi des Cinq Nations en 1981 et 1987, marque un essai en finale de la Coupe du monde 1987 et devient Champion de France avec le SU Agen en 1988.
Il met fin à sa carrière de joueur en 1991 et devient entraîneur. Il est sélectionneur de l'équipe de France de 1991 à 1995 et mène le XV de France en petite finale de la Coupe du monde 1995. Il est ensuite entraîneur du RC Narbonne de 1998 à 2001, sélectionneur de l'équipe d'Italie de 2005 à 2007, manager du Racing Métro 92 de 2007 à 2012, puis manager général de l'Aviron bayonnais de 2017 à 2018.

## Biographie

### Joueur
Originaire de Pinas, Pierre Berbizier est formé à Lannemezan, dans les Hautes-Pyrénées, au poste de demi de mêlée. Il sera champion de France cadets en 1975 contre le RC Toulon (19-3), malheureusement la seule année où la finale ne fut pas jouée en lever de rideau de la finale des grands (pour l'obtention du bouclier de Brennus). Il joue à Lourdes puis à Agen et porte 56 fois le maillot de l'équipe de France dont 13 en tant que capitaine.
Il connaît sa première cape internationale le 17 janvier 1981 à Paris contre l'Écosse (victoire 16 à 9) lors d'un Tournoi des Cinq Nations que la France remporte avec un Grand Chelem. Il en remporte un nouveau en 1987 puis participe à la première Coupe du monde de rugby, compétition où la France perd contre la Nouvelle-Zélande en finale après avoir battu l'équipe d'Australie chez elle en demi-finale. Pierre Berbizier sauve l'honneur des Bleus en plantant un essai aux Blacks en finale, faisant de lui, le premier joueur français à inscrire un essai en finale de Coupe du monde. 
En 1988, il est Champion de France avec le SU Agen et capitaine de l'équipe de France.
Le 22 octobre 1989, il est capitaine des Barbarians français contre les Fidjiens à Bordeaux. Les Baa-Baas s'inclinent 16 à 32.
Le 27 octobre 1990, il est de nouveau le capitaine des Barbarians français contre la Nouvelle-Zélande à Agen. Les Baa-Baas s'inclinent 13 à 23.
Il joue son dernier match en sélection nationale contre l'Angleterre le 16 mars 1991 à Twickenham (match perdu 21-19) et ne participe pas à la Coupe du monde.

### Entraîneur
Fin 1991, il devient entraîneur de l'Équipe de France et la conduit jusqu'à la demi-finale de la Coupe du monde 1995 et à la victoire face à l'Angleterre en petite finale. Christophe Mombet est alors son entraîneur adjoint. Après avoir dirigé le RC Narbonne de 1998 à 2001, il devient, en avril 2005, entraîneur de l'équipe d'Italie avec l'ancien Columérin Jean-Philippe Cariat, en remplacement de John Kirwan. Il quitte son poste à l'issue de la Coupe du monde 2007 pour devenir manager du Racing Métro 92 qui évolue en Pro D2. Après avoir perdu la finale d'accession lors de la saison 2007-2008, le club est promu en Top 14 la saison suivante.
Il lui a été consacré un ouvrage Pierre Berbizier : un pianiste chez les déménageurs (en référence à la citation de Pierre Danos), par Alain Leygonie, éd. Albin Michel, 1995.
Jean-Pierre Rives a dit de lui au sujet de ses plaintes répétés sur l'arbitrage : « Quand on veut monter au mât de cocagne, il faut avoir le cul propre… Et pour un type qui veut donner des leçons de morale à tout le monde, je trouve son comportement extrêmement grave ».
En 2010, il est convoqué devant la commission de discipline de la Ligue nationale de rugby dirigée alors par Pierre-Yves Revol, l'ancien président du Castres olympique lors de la finale polémique de 1993 remportée contre le FC Grenoble dans des conditions rocambolesques. Pierre Berbizier déclare alors : « Je venais de parler à mes joueurs dans un vestiaire de défaite. Revol m’a souri en me la jouant ‘vous méritez mieux, c’est injuste’. A ce moment-là, j’ai pensé à ses coups de fil durant l’intersaison nous demandant de soutenir la candidature de Jean-Pierre Lux, un proche de Serge Blanco.
C’était du lobbying. Et il y a aussi cette finale de 1993 entre Grenoble et Castres alors qu’il était président de Castres.
C’était tendancieux et scandaleux. Je sais bien comment il fonctionne. D’autant plus qu’il m’a sollicité à deux reprises pour devenir entraîneur de Castres. ».
Le 3 mai 2017, il est nommé manager général de l'Aviron bayonnais pour les deux prochaines saisons. Il y reste finalement une seule saison, qui se conclut par une 8e en Pro D2, et est remplacé par Yannick Bru en 2018.

### Consultant
Il a été pendant longtemps consultant sur L'Équipe TV. Il est consultant pour TF1 lors de la Coupe du Monde 2011.
D'août 2014 à juin 2016, il est consultant pour Canal+, et participe à l'émission Les spécialistes rugby, le vendredi soir sur Canal+ Sport et commente des matches de Top 14, généralement avec François Trillo sur Canal+ Sport. Durant la Coupe du monde de rugby à XV 2015, il participe à l'émission Jour de Coupe du monde.

## Carrière

### Joueur
- CA Lannemezan club formateur avec lequel il devient champion de France Cadets A (élite des Cadets), contre Toulon en 1975
- FC Lourdes (1976-1985)
- SU Agen (1985-1991)

### Entraîneur
- Entraîneur de l'équipe de France de 1991 à 1995 (26 victoires, 1 nul, 12 défaites);
- Vainqueur du Tournoi des Cinq Nations 1993 et troisième de la Coupe du monde 1995;
- Entraîneur du RC Narbonne de 1998 à 2001;
- Entraîneur de l'équipe d'Italie de 2005 à 2007 (13 victoires, 1 nul, 17 défaites);
- Manager du Racing Métro 92 de 2007 à 2012. Vainqueur du Championnat de Pro D2 lors de la saison 2008-2009;
- Manager général de l'Aviron bayonnais de 2017 à 2018. (14 victoires, 1 nul, 15 défaites);

## Statistiques

### Tournoi des Cinq Nations
| Édition           | Rang | Résultats France | Résultats Berbizier | Matchs Berbizier |
| ----------------- | ---- | ---------------- | ------------------- | ---------------- |
| Cinq Nations 1981 | 1    | 4 v, 0 n, 0 d    | 4 v, 0 n, 0 d       | 4/4              |
| Cinq Nations 1982 | 4    | 1 v, 0 n, 3 d    | 1 v, 0 n, 0 d       | 1/4              |
| Cinq Nations 1983 | 1    | 3 v, 0 n, 1 d    | 1 v, 0 n, 1 d       | 2/4              |
| Cinq Nations 1984 | 2    | 3 v, 0 n, 1 d    | 0 v, 0 n, 1 d       | 1/4              |
| Cinq Nations 1986 | 1    | 3 v, 0 n, 1 d    | 3 v, 0 n, 1 d       | 4/4              |
| Cinq Nations 1987 | 1    | 4 v, 0 n, 0 d    | 4 v, 0 n, 0 d       | 4/4              |
| Cinq Nations 1988 | 1    | 3 v, 0 n, 1 d    | 3 v, 0 n, 1 d       | 4/4              |
| Cinq Nations 1989 | 1    | 3 v, 0 n, 1 d    | 3 v, 0 n, 1 d       | 4/4              |
| Cinq Nations 1990 | 3    | 2 v, 0 n, 2 d    | 1 v, 0 n, 1 d       | 2/4              |
| Cinq Nations 1991 | 2    | 3 v, 0 n, 1 d    | 3 v, 0 n, 1 d       | 4/4              |

Légende : v = victoire ; n = match nul ; d = défaite ; la ligne est en gras quand il y a Grand Chelem.

### Coupe du monde
| Édition                            | Rang      | Résultats France | Résultats Berbizier | Matchs Berbizier |
| ---------------------------------- | --------- | ---------------- | ------------------- | ---------------- |
| Nouvelle-Zélande et Australie 1987 | Finaliste | 4 v, 1 n, 1 d    | 3 v, 1 n, 1 d       | 5/6              |

Légende : v = victoire ; n = match nul ; d = défaite.

## Palmarès

### Joueur

#### Épreuves nationales
- Champion de France de rugby (1) : 1988 avec le SU Agen;
- Challenge Yves du Manoir (1) : 1981 avec le FC Lourdes (dont il est capitaine);
- Finaliste du championnat de France (2) : 1986 et 1990 (capitaine), avec Agen;
- Finaliste de la Coupe de France (1) : 1984 (Lourdes);
- Finaliste du Challenge Yves du Manoir (2) : 1977 (Lourdes) et 1987 (Agen).

#### Équipe de France
- 56 sélections (de 1981 à 1991) dont 13 comme capitaine;
- 28 points marqués;
- sept essais, dont celui le plus rapide pour un Français en test-match : au bout d'à peine vingt secondes, en 1986 face à l'Écosse;
- dix participations au Tournoi des Cinq Nations : 1981, 1982, 1983, 1984, 1986, 1987, 1988, 1989, 1990, et 1991;
- six victoires du Tournoi des V Nations : 1981, 1983, 1986, 1987, 1988, 1989;
- Grand Chelem en 1981;
- Grand Chelem en 1987;
- Jeux méditerranéens en 1983;
- Finaliste de la Coupe du monde de rugby 1987.

### Entraîneur

#### En équipe de France
- Bilan par adversaire dans le Tournoi des Cinq Nations :

| Année          | Angleterre | Écosse    | Irlande    | Pays de Galles | Classement    |
| -------------- | ---------- | --------- | ---------- | -------------- | ------------- |
| 1992           | 13-31      | 10-6      | 44-12      | 9-12           | 2e            |
| 1993           | 16-15      | 11-3      | 6-21       | 26-10          | 1er           |
| 1994           | 14-18      | 12-20     | 35-15      | 24-15          | 3e            |
| 1995           | 31-10      | 21-23     | 7-25       | 21-9           | 3e            |
| % de victoires | 0% (0/4)   | 50% (2/4) | 100% (4/4) | 75% (3/4)      | 56.25% (9/16) |

#### RC Narbonne
| Saison      | Club        | Division     | Poste      | Classement               | Coupe d'Europe | Challenge européen     |
| ----------- | ----------- | ------------ | ---------- | ------------------------ | -------------- | ---------------------- |
| 1998 - 1999 | RC Narbonne | 1re division | Entraîneur | 3e Poule 2 des Play-offs | -              | Éliminé en demi-finale |
| 1999 - 2000 | RC Narbonne | 1re division | Entraîneur | 8e Groupe 1              | -              | Éliminé en poule       |
| 2000 - 2001 | RC Narbonne | 1re division | Entraîneur | 5e Groupe 2              | -              | Défaite en finale      |

#### En équipe d'Italie
- Bilan par adversaire dans le Tournoi des Six Nations :

| Année          | Angleterre | Écosse    | France   | Irlande  | Pays de Galles | Classement |
| -------------- | ---------- | --------- | -------- | -------- | -------------- | ---------- |
| 2006           | 16-31      | 18-18     | 37-12    | 10-13    | 26-16          | 6e         |
| 2007           | 20-7       | 37-17     | 3-39     | 24-51    | 23-20          | 4e         |
| % de victoires | 0% (0/2)   | 50% (1/2) | 0% (0/2) | 0% (0/2) | 50% (1/2)      | 20% (2/10) |

#### Racing-Metro 92
| Saison      | Club            | Division | Poste   | Classement                    | Coupe d'Europe   | Challenge européen |
| ----------- | --------------- | -------- | ------- | ----------------------------- | ---------------- | ------------------ |
| 2007 - 2008 | Racing Métro 92 | Pro D2   | Manager | Défaite en finale d'accession | -                | -                  |
| 2008 - 2009 | Racing Métro 92 | Pro D2   | Manager | Champion de france de PRO D2  | -                | -                  |
| 2009 - 2010 | Racing Métro 92 | Top 14   | Manager | Éliminé en barrages           | -                | Éliminé en poule   |
| 2010 - 2011 | Racing Métro 92 | Top 14   | Manager | Éliminé en demi-finale        | Éliminé en poule | -                  |
| 2011 - 2012 | Racing Métro 92 | Top 14   | Manager | Éliminé en barrages           | Éliminé en poule | -                  |

#### Aviron bayonnais
| Saison      | Club             | Division | Poste           | Classement | Coupe d'Europe | Challenge Européen |
| ----------- | ---------------- | -------- | --------------- | ---------- | -------------- | ------------------ |
| 2017 - 2018 | Aviron bayonnais | Pro D2   | Manager général | 8e         | -              | -                  |

### Distinction personnelle
- Nuit du rugby 2009 : Meilleur staff d'entraîneur de la Pro D2 (avec Simon Mannix et Philippe Berbizier) pour la saison 2008-2009

## Décorations
- Chevalier de l'ordre national du Mérite (décret du 3 décembre 1994)[10]